# Marcelo Nepomuceno
Marcelo Nepomuceno (Manilla, 4 september 1870 – 7 september 1922) was een Filipijns beeldhouwer en houtsnijder.

## Biografie
Nepomuceno werd geboren op 4 september 1870 in Santa Cruz, een wijk in de Filipijnse hoofdstad Manilla. Hij was het tweede kind van houtsnijder Pedro Nepomuceno en diens eerste vrouw. Er is niets bekend over de opleiding die Nepomuceno genoot. Er is wel bekend dat hij geen formele kunstopleiding kreeg. Zijn kennis van houtsnijden leerde hij van zijn vader. En ook zijn opa was houtsnijder.
Nepomuceno werkte met name aan religieuze beelden en houtsnijwerken. Veel van zijn werk waren beeld van bekende heiligen. Zo nu en dan botste zijn artistieke geest met de tijd waarin hij leefde. Zo werd zijn beeld Esperitu y Materia van een priester die een naakt meisje omhelsde geweigerd op een regionale tenstoonstelling in 1895. Zijn belangrijkste werk 13 de Agosto werd geweigerd op de Louisiana Purchase Exposition in 1904. Dit werk toonde een lokale vrouw die met een bolo zwaaide naar een leeuw (vermoedelijk Spanje) en een adelaar (vermoedelijk de Verenigde Staten).
Nepomuceno overleed in 1922 op 52-jarige leeftijd. Hij was getrouwd met Faustina Mijares en kreeg met haar tien kinderen. Zijn zoon en naamgenoot Marcelo Nepomuceno jr. trad in zijn vaders voetsporen. Nepocumeno werd begraven op Manila North Cemetery.